# Ruby Tuesday
Singles de The Rolling Stones
Have You Seen Your Mother, Baby, Standing in the Shadow?
(1966) We Love You / Dandelion
(1967)
Singles des Rolling Stones (Années 1990)
Highwire
(1991) Love Is Strong
(1994)
Pistes de Between the Buttons (US)
Yesterday's Papers Connection
Ruby Tuesday est une chanson des Rolling Stones parue en single en 1967 en double face A avec Let's Spend the Night Together, afin de promouvoir l'album Between the Buttons. Ces deux titres n'apparaissent pas sur la version britannique de l'album, mais la version américaine, remaniée, les inclut.

## Genèse
D'après Marianne Faithfull, une première version de la mélodie de cette ballade aurait été présentée au groupe par Brian Jones,. Elle se souvient de Brian  jouant une ballade folk qui a immédiatement retenu l'attention du guitariste Keith Richards : 

« Très joli, mec, dit Keith en s'installant au piano pour la noter à la hâte. Brian rayonnait. En fait, c'était entre Air On The Late Lord Essex de John Dowland [compositeur britannique de la Renaissance] et un blues de Skip James. [...] Concernant Keith, il n'était ni intéressé par Lord Essex, ni par Skip James. Il avait entendu un riff et ça avait été comme un os pour un chien. Pendant des lustres, Ruby Tuesday n'a pas eu de paroles. [...] C'est une chanson de Brian et de Keith. »

— Marianne Faithfull
Bien que créditée Jagger/Richards, Mick Jagger ne tient aucun rôle dans l'écriture de la chanson, même s'il avoue qu'il s'agit d'une de ses chansons favorites du répertoire des Stones : « Juste une belle mélodie, vraiment. Et un joli texte. Je n'ai rien écrit, mais j'ai toujours pris plaisir à la chanter. »
Quelque temps plus tard, Keith structure la composition de la chanson sur le piano dans son appartement de St John's Wood et écrit les paroles dans lesquelles il évoque sa rupture avec son ancienne petite amie Linda Keithpartie dans les bras du poète Bill Chenail.

« Ce petit enfoiré se la pétait avec un numéro à la Dylan. Il ne jouait pas d'un instrument. Ersatz de branché, ouais. [...] C'est la première fois que j'ai senti la morsure de la lame. »

— Keith Richards
Avant l'enregistrement de la chanson, Brian Jones travaille sur la bande-son du film policier allemand de Volker Schlöndorff Vivre à tout prix (Mord und Totschlag) (sorti en 1967) dans lequel sa petite amie Anita Pallenberg joue son premier rôle principal. Il a eu recours à diverses instruments, dont la flûte à bec.

## Enregistrement
L'enregistrement de Ruby Tuesday a lieu aux studios Olympic (que le groupe fréquentera régulièrement jusqu'aux années 1970) durant les sessions du 16 novembre 1966 au 6 décembre 1966 consacrées à l'album Between the Buttons. Ces séances sont produites par Andrew Loog Oldham et supervisées par l'ingénieur du son Glyn Johns assisté par Eddie Kramer alors en début de carrière.
Brian Jones joue de la flûte à bec et du piano, tandis que la contrebasse est interprétée conjointement par le bassiste Bill Wyman et le guitariste Keith Richards ; Wyman y joue avec les doigts tandis que Keith Richards utilise un archet. Bill Wyman, peu à l'aise avec l'instrument, demande à Keith Richards de tenir l'archet. L'ingénieur du son Glyn Johns s'en souvient :
« Bill n'y arrivait pas, il est plutôt mince et il n'arrivait pas à appuyer sur es cordes et à jouer en même temps, ainsi, avec un stylo blanc, il a marqué les notes sur le manche de la contrebasse. Bref, il n'était pas très sûr de lui et il appuyait les cordes des deux mains pendant que Keith les pinçait [en fait il jouait avec son archet]. C'était vraiment très beau. »

## Parution et réception
Ruby Tuesday est sorti avec Let's Spend the Night Together en single double face A en le 13 janvier 1967 au Royaume-Uni (et le lendemain aux Etats-Unis). Au Royaume-Uni, le single se classe à la troisième place dès le 19 janvier suivant, tandis qu'aux Etats-Unis, les deux chansons sont classées dans le Billboard Hot 100 le 21 janvier, mais c'est Ruby Tuesday qui arrive en tête de classement le 4 mars suivant tandis que Let's Spend the Night Together est n°55. Toujours aux Etats-Unis, les deux chansons paraissent également dans la version américaine de l'album Between the Buttons (alors absentes de la version originale britannique). Ce succès américain est expliqué par le fait que la chanson est beaucoup plus diffusée sur les ondes par rapport à l'autre chanson en raison de la nature controversée de ses paroles.
Durant l'été 1967, la chanson apparait dans la compilation Flowers, puis devient un incontournable des principales compilations du groupe, dont Through the Past, Darkly (Big Hits Vol. 2) (1969), Hot Rocks 1964-1971 (1971), Forty Licks (2002) et GRRR! (2012) et, en mono, sur Singles Collection: The London Years (1989).
La chanson n'est jouée en concert que durant la dernière tournée du groupe en 1967 avant l'arrêt des tournées. Il faudra attendre vingt ans après la mort de Brian Jones pour qu'elle soit à nouveau jouée en concert par le groupe en sa mémoire durant la tournée Urban Jungle Tour suivant l'album Steel Wheels. Cette version est publiée dans l'album live Flashpoint le 8 avril 1991 en single le 24 mai 1991 avec en face B la version live de Play with Fire. Le single n'est pas classé à sa sortie, le public préférant Highwire alors enregistrée en studio qui est en tête de classement aux Etats-Unis.

## Analyse artistique

### Analyse des paroles
Ruby Tuesday ne s'adresse pas qu'à Linda Keith mais aussi aux autres femmes qui ont fréquenté les membres du groupe, Anita Pallenberg et Marianne Faithfull en particulier : 
« Qui pourrait t'accrocher un nom

Quand changez-vous à chaque nouveau jour ?

Pourtant, tu vas me manquer. »
On peut voir une évolution de la contre-culture florissante à Londres dans la seconde moitié des années 1960 : 
« Elle n'a jamais dit d'où elle venait [...]
Attrape tes rêves avant qu'ils ne s'éclipsent [...]
Perds tes rêves et tu perdras ton âme »

### Structure musicale
La chanson débute directement par le premier couplet sans introduction. Jack Nitzsche assure une excellente partie de piano et Mick Jagger chante d'une voix fragile, très nostalgique, soutenu par les bonnes harmonies vocales de Keith Richards. Il maîtrise sa voix en particulier sur les basses, mais il est moins à l'aise sur les notes aigus des refrains. Dès les premières mesures on entend une contrebasse jouée à l'archet. Bill Wyman, peu à l'aise avec l'instrument, est aidé par Keith Richards. Heureusement, le bassiste reprend la basse pour les refrains. L'effet est d'une grande poésie, à la fois pastoral, pop et baroque. Il semble que ce soit Brian qui soit sur un piano honky tonk sur les refrains. Quant à Keith, il assure également l'unique jeu de guitare acoustique de la chanson, tandis que la batterie de Charlie Watts, bien qu’usant les toms, assure une rythmique efficace, soutenue fortement par le tambourin. Ruby Tuesday est une des plus belles mélodies des Rolling Stones et sa production est une réussite.

## Musiciens
- Mick Jagger : chant, tambourin
- Brian Jones : flûte à bec, piano honky tonk
- Keith Richards : guitare acoustique, contrebasse (cordes à nu)
- Charlie Watts : batterie
- Bill Wyman : basse, contrebasse (cordes appuyées)
- Jack Nitzsche : piano
- Andrew Loog Oldham : production
- Glyn Johns : ingénieur du son (assisté par Eddie Kramer)

## Quelques reprises
- Richard Anthony enregistre la version française sous le titre de "fille sauvage" (1967)
- Rotary Connection avec Minnie Riperton sur l'album Rotary Connection (1967)
- Melanie sur l'album Candles in the Rain (1970) – sortie en single, cette reprise se classe 9e au Royaume-Uni
- Nazareth sur l'album The Catch (1984)
- Weird Al Yankovic sur la bande originale du film UHF (1989) – dans The Hot Rocks Polka (medley parodique de chansons des Rolling Stones)
- Julian Lennon pour la série télévisée Les Années coup de cœur, présente sur la compilation Music from the Award Winning Show: The Wonder Years (1989)
- Rod Stewart sur l'album Lead Vocalist (1993) – sortie en single, cette reprise se classe 11e au Royaume-Uni
- Franco Battiato sur l'album Fleurs (1999) – également présente sur la bande originale du film Les Fils de l'homme
- The Corrs avec Ron Wood sur l'album VH1 Presents: The Corrs, Live in Dublin (2002)
- Katey Sagal pour la série télévisée Sons of Anarchy, présente sur l'EP Shelter (2009)
- Vic Chesnutt[16]
- The Gaye Blades sur un LP [Ruby Tuesday / The Girls At Dawn Norton 45]
- Scorpions sur l'album Comeblack (2011)
- Le groupe suisse Gotthard a également repris ce titre dans son album One Life, one soul.
- Laurent Voulzy a intégré un extrait de la chanson dans sa chanson revisitée Rockollection 008 en 2008.